# Estoril Open 2000
Estoril Open 2000 — тенісний турнір, що проходив на кортах з ґрунтовим покриттям. Це був 11-й за ліком Estoril Open серед чоловіків і 4-й - серед жінок. Належав до серії International в рамках Туру ATP 2000, а також до серії Tier IV в рамках Туру WTA 2000. І чоловічі, і жіночі змагання відбулись в Estoril Court Central в Оейраші (Португалія), з 10 до 17 квітня 2000 року.

## Фінальна частина

### Одиночний розряд, чоловіки
Карлос Моя —  Франсіско Клавет, 6–3, 6–2

### Одиночний розряд, жінки
Анке Губер —  Наталі Деші, 6–2, 1–6, 7–5

### Парний розряд, чоловіки
Доналд Джонсон /  Піт Норвал —  Девід Адамс /  Джошуа Ігл, 6–4, 7–5

### Парний розряд, жінки
Тіна Кріжан /  Катарина Среботнік —  Аманда Гопманс /  Крістіна Торренс-Валеро, 6–0, 7–6(11–9)